# Gorg de les Olletes
El Gorg de les Olletes és un gorg del terme municipal de Moià, a la comarca del Moianès.
Està situat a prop de l'extrem sud-oriental del terme, a la vall del torrent Mal, a prop i a migdia de la masia de les Closanes.